# 宮原健一郎
宮原 健一郎（みやはら けんいちろう、本名：宮原 健一郎（同じ読み方）、1990年8月6日 - ）は、日本の歌手・俳優・声優。

## 人物
- 佐賀県出身。東京芸術大学音楽学部声楽科テノール専攻卒業。
- 佐賀県みやき町プロモーション大使。
- 大学在学中、劇団四季のオーディションに合格。

劇団四季での舞台
- スペリング・ビー」リーフ・コニーベア役、
- いい人だね、チャーリーブラウン」チャーリーブラウン役（主演）、
- スター誕生愛原ゆうや役、
- ひめゆり杉原上等兵役、
- アイランド」ストーリーテラー役（歌唱指導兼任）等。

受賞歴
- 次世代シャンソン歌手発掘コンテストにて優秀新人賞を受賞。
- 都内シャンソニエにレギュラー出演。
- 寛仁親王稗 第32回童謡こどもの歌コンクール銅賞（全国3位)受賞。

社会活動
- 東京声優アカデミー
- ボーカル、ボーカルパフォーマンス講師。
- エイベックス・ボーカルマスターオフィシャルインストラクター。など多数。
- 他にも子供向けのファミリーコンサートも開催している